# Lê Khả Kế
Giáo sư Lê Khả Kế (1918-2000) là một trong những nhà từ điển học hàng đầu của Việt Nam.

## Tiểu sử
Lê Khả Kế sinh ra và lớn lên tại làng Hữu Bằng, nay là xã Sơn Bằng, huyện Hương Sơn, tỉnh Hà Tĩnh.
- Ông là Cựu Sinh viên Trường Cao đẳng Canh nông, cùng khóa với Cù Huy Cận.
- Lần đầu tiên trong đời ông đi Máy bay là do vua Bảo Đại mời đi cùng - Sự kiện này xảy ra, vì Nhà Vua rất nể tài học tập của ông.
- Năm 1942–1945: Công tác tại Viện nghiên cứu Nông lâm Đông Dương.
- Năm 1945, Ông được bổ nhiệm làm Trưởng ban Nông lâm Bắc Trung bộ.
- Sau năm 1945 Ông được bổ nhiệm làm Hiệu trưởng Trường Phổ thông Phan Đình Phùng ở Hà Tĩnh, Trường Trung học Chuyên khoa Huỳnh Thúc Kháng ở Vinh.
- Từ năm 1955-1963, Ông là Chủ nhiệm Khoa Hóa - Sinh - Địa, Trường Đại học Sư phạm Hà Nội và Trường Đại học Tổng hợp Hà Nội.
- Năm 1963, Ông chuyển sang làm công tác nghiên cứu, biên soạn Từ điển Khoa học của Ủy ban Khoa học Nhà nước rồi Phụ trách Tổ Thuật ngữ - Từ điển học của Viện Khoa học Xã hội Việt Nam. Ông là một trong những người đầu tiên xây dựng Viện Ngôn ngữ học (Việt Nam).
- Phu nhân là bà Lê Thị Sơ, sinh năm 1922, hiện đang nghỉ hưu tại quận Hà Đông, thành phố Hà Nội
- Ông nghỉ hưu năm 1997.
- Ông mất ngày 23 tháng 7 năm 2000 tại Hà Nội, Trung tâm Khoa học Xã hội và Nhân văn Quốc gia (nay là Viện Khoa học Xã hội Việt Nam) đã Tổ chức Lễ tang Trọng thể tiễn biệt Ông; người đọc Lời Điếu tại Lễ Truy điệu Ông là Viện sĩ Nguyễn Duy Quý, Ủy viên Ban Chấp hành Trung ương Đảng Cộng sản Việt Nam, Chủ tịch Trung tâm Khoa học Xã hội và Nhân văn Quốc gia.

## Đóng góp
Trong gần 30 nǎm, với tư cách là tác giả, đồng tác giả, chủ biên hoặc tổng biên tập, ông đã lần lượt cho ra đời 24 cuốn từ điển : từ điển song ngữ Anh-Việt, Việt-Anh, Pháp-Việt, Việt-Pháp, Hán-Việt, Nga-Việt; từ điển ngôn ngữ và từ điển thuật ngữ chuyên môn các ngành khoa học. Các bộ từ điển này đều được đánh giá cao về chất lượng nội dung, khoa học, nghiêm túc, được liệt kê trong nhiều danh sách từ điển tra cứu của các trường, viện.
Năm 2005, cuốn Từ điển Anh-Việt gồm 350.000 từ trong đó có 120.000 thí dụ của ông do nhà xuất bản Khoa học Xã hội xuất bản năm 1997 đã được tặng giải thưởng của Nhà nước Việt Nam dành cho công trình Khoa học và Công nghệ xuất sắc.

### Công trình Khoa học đã Công bố
- 1. Vấn đề đặt danh từ thực vật học / Lê Khả Kế // Tạp chí Tổ quốc. - 1957. - số 122. - tr.: 19-20.
- 2. Danh từ sinh vật học Nga-Việt / Lê Khả Kế (đồng tác giả). - H.: Khoa học, 1960. - 320tr.; 19 cm; T.1.
- 3. Danh từ sinh vật học Nga-Việt / Lê Khả Kế (đồng tác giả). - H.: Khoa học, 1963. - 295tr; T. 2.
- 4. Xây dựng thuật ngữ khoa học / Lê Khả Kế // Études vietnamiennes. - 1965. - số 5. - tr.: 114-133. (Bằng tiếng Pháp).
- 5. Thuật ngữ tâm lý và giáo dục Nga-Pháp-Việt / Lê Khả Kế (đồng chủ biên). - H.: Khoa học, 1967. - 173tr; 22 cm.
- 6. Từ điển tiếng Việt / Văn Tân (chủ biên), Lê Khả Kế, Nguyễn Lân,... - H.: KHXH, 1967. - 1172; 19 cm.
- 7. Xây dựng thuật ngữ khoa học bằng tiếng Việt / Lê Khả Kế. - In lần 1 // Tiếng Việt và dạy đại học bằng tiếng Việt. - H.: KHXH, 1967. - tr.: 110-136. In lần 2, 1975.-tr.: 105-129.
- 8. Cây cỏ thường thấy ở Việt Nam / Lê Khả Kế (chủ biên). - H.: KH và KT, 1969. - 387tr; T. 1.
- 9. Vietnamese and teaching Vietnamese in Universities in D.R.V.N. / Nguyễn Khánh Toàn,... - 2nd edition. - H.: Foreign languages publishing house, 1969. - 132p.; 19 cm.
- 10. Từ điển Nga-Việt nông nghiệp / Lê Khả Kế (chủ biên). - H.: Khoa học, 1970. - 770tr; 18 cm.
- 11. Từ điển thuật ngữ triết học-chính trị Nga-Việt: Có chú thêm tiếng Pháp / Lê Khả Kế (đồng tác giả). - H.: KHXH, 1970. - 190tr.
- 12. Về việc xây dựng thuật ngữ khoa học bằng tiếng Việt / Nguyễn Kim Thản, Lê Khả Kế // Những vấn đề ngôn ngữ học trong thuật ngữ khoa học kĩ thuật. - M.: Khoa học, 1970. - tr.: 95-101. (Bằng tiếng Pháp và tiếng Nga).
- 13. Cây cỏ thường thấy ở Việt Nam / Lê Khả Kế (chủ biên). - H.: KH và KT, 1971. - 469tr; T. 2.
- 14. Từ điển học sinh: Cấp II / Nguyễn Lương Ngọc, Lê Khả Kế (chủ biên). In lần thứ hai. - H.: Giáo dục, 1971. - 724tr; 19 cm.
- 15. Cây cỏ thường thấy ở Việt Nam / Lê Khả Kế (chủ biên). - H.: KH và KT, 1973. - 391tr; T. 3.
- 16. Cây cỏ thường thấy ở Việt Nam / Lê Khả Kế (chủ biên). - H.: KH và KT, 1974. - 407tr; T. 4.
- 17. Cây cỏ thường thấy ở Việt Nam / Lê Khả Kế (chủ biên). - H.: KH và KT, 1975. - 523tr; T. 5.
- 18. Về một vài vấn đề trong việc xây dựng thuật ngữ khoa học ở nước ta / Lê Khả Kế // Ngôn ngữ. - 1975. - số 3. - tr.: 15-18.
- 19. Từ điển Anh-Việt: 65.000 mục từ / Lê Khả Kế (tổng biên tập), Nguyễn Thượng Hùng,... - H.: KHXH, 1975. - 1960tr.
- 20. Cây cỏ thường thấy ở Việt Nam / Lê Khả Kế (chủ biên). - H.: KH và KT, 1976. - 387tr; T. 6.
- 21. Về quyển ’Từ điển tiếng Việt phổ thông’ tập I / Lê Khả Kế // Báo Nhân dân chủ nhật. - 1976. - ngày 30/5. - tr.: 3.
- 22. Từ điển tiếng Việt / Văn Tân, Nguyễn Lân, Nguyễn Văn Đạm,... - In lần thứ hai. - H.: KHXH, 1977. - 894tr; 26 cm.
- 23. Từ điển nông nghiệp Anh-Việt / Lê Khả Kế (chủ biên). - H.: KH và KT, 1978. - 294tr.
- 24. Từ điển sinh học Anh-Việt / Lê Khả Kế (đồng tác giả). - H.: KH và KT, 1978. - 504tr.
- 25. Từ điển thuật ngữ triết học-chính trị Nga-Pháp-Việt / Lê Khả Kế (đồng tác giả). - In lần 2. - H.: KHXH, 1978. - 263tr.
- 26. Từ điển thực vật học Pháp-Việt: Khoảng 10.000 thuật ngữ / Lê Khả Kế (chủ biên), Võ Văn Chí, Vũ Đình Tuân. - H.: KH và KT, 1978. - 189tr; 19 cm.
- 27. Về vấn đề thống nhất và chuẩn hoá thuật ngữ khoa học tiếng Việt / Lê Khả Kế // Ngôn ngữ. - 1979. - số 3-4. - tr.: 25-44.
- 28. Từ điển thuật ngữ khoa học xã hội Nga-Pháp-Việt / Lê Khả Kế, Nguyễn Như Ý, Võ Xuân Trang. - H.: KHXH, 1979. - 561tr; 19 cm.
- 29. Về tính dân tộc của thuật ngữ khoa học / Lê Khả Kế // Báo Nhân dân. - 1979. - ngày 14/7. - tr.: 3.
- 30. Từ điển Pháp Việt: Khoảng 75.000 mục từ / Lê Khả Kế (tổng biên tập). - Paris: Tổ chức hợp tác văn hóa và kỹ thuật (ACCT), 1981. - 1276tr; 25 cm; (Tái bản năm 1988, 1991, 1992).
- 31. Từ điển sinh học Pháp-Việt / Lê Khả Kế. - H.: KH và KT, 1981. - 246tr.
- 32. 700 thành ngữ tiếng Nga / N.M.Sanxki, E.A.Bưrtơrôva, Lê Khả Kế. - M.: Tiếng Nga, 1982. - 134tr; 16 cm.
- 33. Chuẩn hoá thuật ngữ khoa học tiếng Việt / Lê Khả Kế // Chuẩn hoá chính tả và thuật ngữ. - H.: Giáo dục, 1983. - tr.: 133-147.
- 34. Từ điển Việt-Anh: 30.000 mục từ / Lê Khả Kế. - H.: KHXH, 1987. - 798tr.; 27 cm. (In lần hai, sửa chữa lại toàn bộ). Nhà xuất bản Tp. Hồ Chí Minh, 1993.-1073 tr).
- 35. Từ điển Việt Anh / Đặng Chấn Liêu, Lê Khả Kế. - H.: KHXH, 1989. - 797tr; 24 cm.
- 36. Từ điển Việt-Pháp: Hơn 46.000 mục từ / Lê Khả Kế, Nguyễn Lân. - H.: KHXH, 1989. - 1132tr; 26 cm. (Tái bản năm 1992).
- 37. Từ điển Anh-Việt: 15.000 mục từ / Lê Khả Kế. - Thành phố Hồ Chí Minh: Nhà xuất bản Tp. Hồ Chí Minh, 1991. - 840tr.
- 38. Từ điển bách khoa nông nghiệp: Gồm 3.000 mục từ / Lê Khả Kế, Nguyễn Văn Trương, Trịnh Văn Thịnh. - H.: Trung tâm quốc gia biên soạn Từ điển bách khoa Việt Nam, 1991. - 454tr; 27 cm.
- 39. Từ điển Việt-Anh: 15.000 mục từ / Lê Khả Kế. - Thành phố Hồ Chí Minh: Nhà xuất bản Tp. Hồ Chí Minh, 1991. - 417tr.
- 40. Từ điển Pháp-Việt, Việt-Pháp: Khoảng 10.000 mục từ / Lê Khả Kế. - In lần 2. - H.: KHXH, 1992. - 1089tr.
- 41. Từ điển Trung - Việt: Khoảng 60.000 từ / Phan Văn Các, Lê Xuân Thại, Lê Khả Kế,... - H.: KHXH, 1993. - 1653tr; 24 cm.
- 42. Từ điển Việt-Anh / Đặng Chấn Liêu, Lê Khả Kế, Phạm Duy Trọng. - Thành phố Hồ Chí Minh: Nhà xuất bản Tp. Hồ Chí Minh, 1993. - 1073tr.; 21 cm.
- 43. Từ điển Anh- Việt: Khoảng 65.000 từ / Đặng Thế Bính, Trần Văn Chương, Đặng Văn Du...biên soạn, Lê Khả Kế, Đặng Chấn Liêu, Bùi Ý hiệu đính. - H.: KHXH, 1994. - 1959tr; 24 cm.
- 44. Từ điển Pháp - Việt: 76 000 mục từ / Lê Khả Kế (chủ biên), Nguyễn Lân,... - In lần thứ ba, có sửa chữa và bổ sung. - H.: KHXH, 1994. - 2332tr; 24 cm.
- 45. Một vài suy nghĩ về từ điển song ngữ / Lê Khả Kế. - H.: KHXH, 1997.
- 46. Từ điển Pháp-Việt / Lê Khả Kế (chủ biên), Nguyễn Lân,... - In lần thứ 4, có sửa chữa và bổ sung. - H.: KHXH, 1997. - 1589tr; 24 cm.

## Tác phẩm
1. Từ điển Pháp-Việt. Lê Khả Kế, Tổng biên tập; Nhà xuất bản Khoa học Xã hội, 1988. [1381 tr., 23 cm. (bc) (1)]
2. Từ điển Việt–Pháp. Lê Khả Kế - Nhà xuất bản Khoa học Xã hội
3. Từ điển tư liệu và thư viện học Pháp-Việt. Lê Khả Kế, Tạ Bá Hưng, Nguyễn Văn Đoá, Vũ Văn Sơn - Trung tâm Thông tin Tư liệu Khoa học và Công nghệ Quốc gia, 1997 [140 tr.; cm. (bm) (1)].
4. Từ điển Anh-Việt. Lê Khả Kế - Nhà xuất bản Khoa học xã hội, Hà Nội, 1997.
5. Từ điển Việt - Anh /Lê Khả Kế, Phạm Duy Trọng, Nhà xuất bản Thành phố Hồ Chí Minh, 1997.
6. Cây cỏ thường thấy ở Việt Nam. Võ Văn Chi, Vũ Văn Chuyên, Pham Nguyên Hồng, Lê Khả Kế, Đỗ Tất Lợi, Thái Văn Trừng - Nhà xuất bản KHKT, Hà Nội, 1971
7. Từ điển thuật ngữ khoa học xã hội Nga - Pháp - Việt/ Lê Khả Kế, Nguyễn Như Y, Võ Xuân Cang; H.đ: Đào Văn Tập,...- H.: Khoa học xã hội, 1979.- 561tr; 20 cm.
8. Từ điển thực vật học Pháp-Việt= Dictonnaire Français-Vietnamien de botanique/ Lê Khả Kế chủ biên; Võ Văn Chi, Vũ Đình Tuân.- H.: Khoa học và kỹ thuật, 1978.- 191tr; 20,5 cm.
9. Vấn đề hình thành các loài sinh vật/Lê Khả Kế.
10. Từ điển học sinh (cấp II) / chủ biên: Nguyễn Lương Ngọc, Lê Khả Kế; ban biên tập: Đỗ Hữu Châu,... [et al.], với sự cộng tác của Lê Quang Bảo / Hà Nội: Nhà xuất bản Giáo dục, 1971.
11. Tuyển tập sinh lý thực vật: T4 / Người dịch: Lê Đức Diên; Hiệu đính:Lê Khả Kế. - H.: KHKT, 1973.

## Tôn vinh
- Được Nhà Vua Bảo Đại mời cùng đi máy bay.
- Năm 1980, Ông đã được phong Học hàm Giáo sư ngay từ đợt Phong Chức danh Khoa học đầu tiên của nước ta.
- Bằng khen của Chủ tịch Hồ Chí Minh.
- Huân chương Kháng chiến Chống Pháp hạng Nhì.
- Huân chương Kháng chiến Chống Mỹ hạng Nhất.
- Huân chương Lao động hạng Nhất.
- Giải thưởng Nhà nước về Khoa học Công nghệ (Giải thưởng Cá nhân).